# Molophilus (Austromolophilus) gracillimus
Molophilus (Austromolophilus) gracillimus is een tweevleugelige uit de familie steltmuggen (Limoniidae). De soort komt voor in het Australaziatisch gebied.